# Sarah Ludford

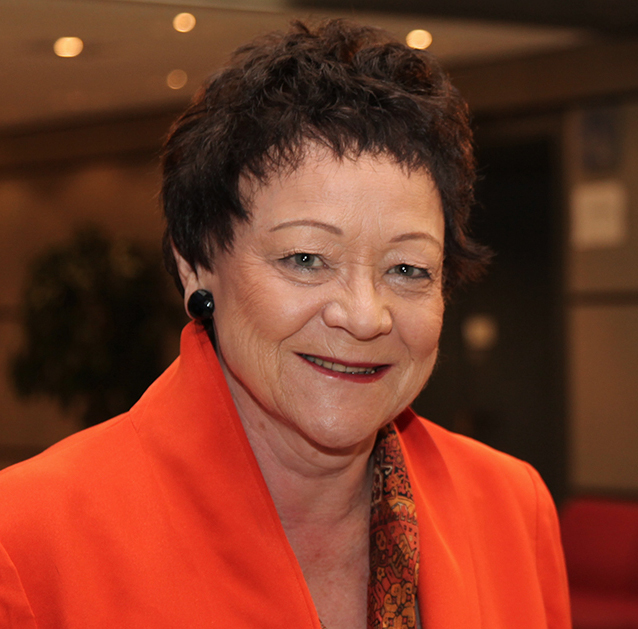
Sarah Ludford, Baroness Ludford, 2013

Sarah Ann Ludford, Baroness Ludford (* 14. März 1951 in Halesworth) ist eine britische Politikerin der Liberal Democrats.

## Leben
Sie studierte an der London School of Economics.
Von 1991 bis 1999 war sie Mitglied des Stadtrates des London Borough of Islington. Am 30. September 1997 wurde sie als Baroness Ludford, of Clerkenwell in the London Borough of Islington, erhoben und ist seither Mitglied des House of Lords. Von 1999 bis 2014 war Ludford Abgeordnete im Europäischen Parlament.
Sie ist mit Steve Hitchins verheiratet.